# Hainspitzer See
Der Hainspitzer See ist ein See nahe dem ostthüringischen Dorf Hainspitz und ist mit einer Fläche von etwa sechs Hektar einer der größten natürlichen Seen Thüringens.

## Geschichte
Am Südufer des Sees befand sich die spätmittelalterliche Wasserburg Hainspitz. Nach der Siedlung Hainspitz nannten sich Angehörige eines Ministerialengeschlechts der Wettiner. Sie wurden bereits 1132 urkundlich erwähnt. Noch im Sächsischen Bruderkrieg 1450 war die Wasserburg mit einer Besatzung versehen. Im Dreißigjährigen Krieg brannte sie nach einer Plünderung ab und verfiel nach Vernachlässigung.
Heute sind nur noch ein flacher Hügel und Teile des Wallgrabens auf der Halbinsel im See übrig geblieben.